# Centro Comercial Caminos del Inca
El Centro Comercial Caminos del Inca, antes conocido como Fashion Mall Caminos del Inca, es un centro comercial ubicado entre la avenida Caminos del Inca y el jirón Monterrey, en el distrito de Santiago de Surco, ciudad de Lima, capital del Perú. El nombre del centro comercial, se debe al nombre de la avenida homónima en la cual se encuentra ubicado. Está dividido en tres etapas, siendo la primera etapa la más importante y de mayor extensión. Pasó por una época en la que casi se encontraba en abandono, contando sólo con algunas pocas tiendas de vestidos; sin embargo, reflotó bastante a mediados de los 2000 y aún hoy sigue siendo reconocido en Lima como uno de los puntos principales para vestidos y moda en general.

## Historia
Tras funcionar como un convento, el espacio fue cedido para construir un Hospital, sin embargo el proyecto no prosperó y se determinó que fuese utilizado para establecer un Centro Comercial residencial. Es así, como el Centro Comercial Caminos del Inca fue inaugurado en 1988, como una junta de propietarios, diseñado de modo muy similar al Centro Comercial Camino Real, ya que fue construido por la misma empresa. A diferencia de este centro comercial, Caminos del Inca se ha fundado y sobrevivido en las épocas más difíciles de cambios políticos y terrorismo; mientras que, la urbanización Chacarilla del Estanque fue prosperando, lo que lo convierte en ser el único centro comercial peruano vigente actualmente.
En 2001, el mall pasó por una remodelación total de la primera etapa y tomó una nueva cara. Empezaron a llegar nuevas tiendas y tiendas de marca dándole nueva vida este espacio. Se construyeron estacionamientos a partir del tercer piso y se contó con un espacio para salas de cine, gimnasio y zonas de entretenimiento como un bowling. Después de unos años, el bowling cerró para convertirse el tercer piso en prácticamente una zona exclusiva para discotecas, que funciona en un horario distinto al del Centro Comercial.
De esta manera, el Centro Comercial Caminos del Inca queda dividido actualmente en 3 etapas cuyas administraciones se manejan de modo completamente independiente. La primera etapa, que consta de 170 tiendas, contempla el primer y segundo piso, y es la que goza de mayor popularidad. La 2.ª etapa, conformada principalmente por peluquerías, y la 3.ª etapa también llamada Citywalk, que contempla 13 discotecas, un gimnasio y un cine en el cuarto piso, además de los estacionamientos y dos canchas de fútbol en la parte superior.
El 18 de marzo de 2019, el local de la empresa UVK Multicines cerró oficialmente, tras casi 20 años en operación.
El 22 de abril de 2025, el Centro Comercial fue clausurado temporalmente debido a fallas en el funcionamiento de sus ascensores y escaleras eléctricas. La clausura había sido precedida por el cierre sin explicación de Cineplanet, la cadena de cine que reemplazó a UVK en 2019.

## Ubicación
Este mall tiene la particularidad de no poseer tiendas anclas, solamente posee el supermercado Plaza Vea, ubicado en la parte final del mall. Sin embargo, el centro comercial termina siendo totalmente residencial al encontrarse en el corazón de Chacarilla del Estanque, contando con un conglomerado de tiendas alrededor del mismo. Al frente, se encuentra el supermercado Wong, al lado, Sodimac y una serie de negocios, oficinas y restaurantes que garantizan su permanencia en el largo plazo.
El nombre del Centro Comercial suele confundirse con "Centro Comercial Chacarilla", por la urbanización donde se encuentra ubicado, no obstante, nunca se llamó así formalmente.

## Principales Tiendas
Entre las principales marcas y restaurantes que actualmente poseen locales en este Centro Comercial, se encuentran:
- Ropa:
  - Rip Curl
  - Tommy Hilfiger
  - Dunkelvolk
  - Exit
  - Lulipa
  - 47 Street
  - Jacinta Fernández
  - Fina
  - YouToo
  - Company
  - Moda & Cía
  - Mentha & Chocolate
  - Hush Puppies
  - Kids Made Here
  - Kayser
  - E&M by Elio Moore
  - Foresta
  - Adidas Kids
  - Coco Jolié
  - Mio
  - El Cuarto de Maia
  - Bombón Rojo

- Comida y Cafés:
  - Starbucks Coffee
  - Laritza
  - Bembos
  - Ninja Sushi Express
  - Quinta Esencia
  - Amorelado
  - Helados D'Casa
  - Paletti

- Cines:
  - Cineplanet
- Bancos:
  - Banco de Comercio
  - Cajeros de BCP, BBVA, Scotiabank, Banco de la Nación y Globalnet

- Joyerías:
  - Dossé
  - Carati
  - Salma Joyas
  - El Huayruro
  - Maya Zela
  - A. Mizuno Joyas
  - Enzo Rubiños
- Otros:
  - Ibero Librerías
  - Crisol
  - Tai Loy
  - Inkafarma
  - OriginToys
  - Phantom
  - Latam Perú
  - GMO
  - The Color Factory
  - Fantastik Virtual Store
  - Renuévate
  - Sally Beauty
  - Wiltech peru

Anteriormente funcionaron también tiendas como las oficinas de Taca, Pizza Nova, Soho Style, Do It, Green Is Better, Koketa, Renzo Costa, McDonald's, UVK Multicines, entre otras.